# Ramin Djawadi
Ramin Djawadi (Duisburg, Alemanya, 19 de juliol de 1974) és un productor i compositor irano-alemany de música orquestral per a cinema i televisió. És conegut per haver estat nominat als Grammy per la banda sonora de la pel·lícula Iron Man i, també, per compondre la banda sonora de la sèrie Joc de Trons.

## Carrera
Ramin és conegut pel seu treball Iron Man, nominat als Grammy. Després d'obtenir una qualificació cum laude al Berklee College of Music el 1998, va cridar l'atenció d'Hans Zimmer, qui el va contractar per treballar a Remote Control Productions. Després mudar-se a Los Angeles, Djawadi va ser ajudant de Klaus Badelt i va compondre música per a La màquina del temps, Basic, La prova i, l'èxit taquiller, Pirates del Carib: la Maledicció de la Perla Negra.
El 2 de febrer de 2011 es va anunciar que Djawadi seria el compositor de la sèrie Joc de trons en substitució de Stephen Warbeck. Actualment, també compon la banda sonora del drama policial Person of interest.
El 2016 el compositor revelà que Radiohead, Soundgarden i altres bandes de rock són perfectes per a crear un ambient dramàtic per a la banda sonora de la sèrie de ficció ciberpunk d'HBO 2016 Westworld. Aquesta sèrie es basa en la pel·lícula de ciència-ficció de Michael Crichton 1973 Ànimes de metall.
La seva penúltima aposta televisiva és el nou drama Westworld, basada en la pel·lícula de ciència-ficció de Michael Crichton de 1973 Ànimes de metall. El compositor germanoiraní va parlar sobre com es fa a mà la música per al xou temàtic de l'Oest i va explicar com les cançons de rock funcionen bé amb la sèrie: «Crec que és un gran ajust, igual que amb Fake Plastic Trees [de Radiohead], fins i tot si només prengués el títol Ànimes de metall, què és el que és real? I què no ho és? Es pot interpretar de moltes maneres». Al llarg de la temporada també ha dirigit interpretacions de cançons com No Surprises de Radiohead, Black Hole Sun, Paint It Black i A Forest de The Cure.
Actualment es troba treballant en el Drama televisiu de Home Box Office (HBO) House of the Dragon, sèrie preqüela de Joc de Trons, drama en el qual també va exercir com a compositor.

## Discografia

### Pel·lícules
| Any  | Títol                                  | Observacions                     |
| ---- | -------------------------------------- | -------------------------------- |
| 2001 | Shoo Fly                               | curtmetratge                     |
| 2003 | Beat the Drum                          | amb Klaus Badelt                 |
| 2003 | Saving Jessica Lynch                   | telefilm                         |
| 2004 | Thunderbirds                           | amb Hans Zimmer                  |
| 2004 | Blade: Trinity                         |                                  |
| 2005 | Buffalo Dreams                         | telefilm                         |
| 2005 | All the Invisible Children             | capítol: Jonathan                |
| 2006 | Ask the Dust                           | amb Heitor Pereira               |
| 2006 | Open Season                            |                                  |
| 2006 | Boog and Elliot's Midnight Bun Run     | curtmetratge amb Paul Westerberg |
| 2007 | Mr. Brooks                             |                                  |
| 2007 | The ChubbChubbs Save Xmas              | curtmetratge                     |
| 2008 | Fly Me to the Moon                     |                                  |
| 2008 | Iron Man                               |                                  |
| 2008 | Deception                              |                                  |
| 2008 | Open Season 2                          |                                  |
| 2009 | The Unborn                             |                                  |
| 2009 | Medalla d'Honor                        |                                  |
| 2010 | Fúria de titans                        |                                  |
| 2010 | Sammy's Adventures: The Secret Passage |                                  |
| 2011 | Red Dawn                               |                                  |
| 2011 | Fright Night                           |                                  |
| 2011 | The Camel Wars                         |                                  |
| 2012 | Hotel Transsilvània                    | amb Mark Mothersbaugh            |
| 2012 | Safe House                             |                                  |
| 2012 | Medalla d'Honor: Warfighter            |                                  |
| 2013 | Pacific Rim                            |                                  |
| 2014 | Dracula Untold                         |                                  |
| 2016 | Warcraft: L'Origen                     |                                  |
| 2018 | A Wrinkle In Time                      |                                  |
| 2018 | Slender Man                            | amb Brandon Campbell             |
| 2021 | Eternals                               |                                  |

### Sèries de televisió
| Any       | Títol                           | Episodis                  | Observacions |
| --------- | ------------------------------- | ------------------------- | ------------ |
| 2004      | The Grid                        |                           | minisèrie    |
| 2005      | Threshold                       | Revelations (#1.8)        |              |
| 2005—2009 | Prison Break                    |                           |              |
| 2006      | Blade: la sèrie                 | Temporada 1 (12 episodis) |              |
| 2009—2010 | FlashForward                    |                           |              |
| 2011      | Breakout Kings                  | 13 episodis               |              |
| 2011      | Person of interest              | 68 episodis               |              |
| 2011      | Joc de trons                    | 10 episodis               |              |
| 2012      | Joc de trons Segona Temporada   | 10 episodis               |              |
| 2013      | Joc de trons Tercera Temporada  | 10 episodis               |              |
| 2014      | The Strain                      | 13 episodis               |              |
| 2014      | Joc de trons Quarta Temporada   | 10 episodis               |              |
| 2015      | Joc de trons Cinquena Temporada | 10 episodis               |              |
| 2016      | Joc de trons Sisena Temporada   | 10 episodis               |              |
| 2016      | Westworld (sèrie de televisió)  | 10 episodis               |              |
| 2017      | Westworld Segona Temporada      | 10 episodis               |              |
| 2017      | Joc de trons Setena Temporada   | 7 episodis                |              |
| 2019      | Joc de trons Vuitena Temporada  | 6 episodis                |              |
| 2020      | Westworld Tercera Temporada     | 8 episodis                |              |

### Videojocs
| Any  | Títol                     | Observacions                                                   |
| ---- | ------------------------- | -------------------------------------------------------------- |
| 1999 | System Shock 2            | (amb Josh Randall i Eric Brosius) Acreditat com tècnic d'audio |
| 2010 | Medal of Honor            |                                                                |
| 2011 | Shift 2: Unleashed        |                                                                |
| 2012 | Medal of Honor Warfighter |                                                                |
| 2012 | Game of Thrones           |                                                                |
|      |                           |                                                                |

## Premis
Va guanyar el seu primer premi Emmy el 2018 per al final de la setena temporada de Joc de trons. En la mateixa entrega tenia una segona nominació a la mateixa categoria per un episodi de la segona temporada de Westworld. Va guanyar el seu segon premi Emmy per a la temporada següent el 2019 i també va ser nominat a un Grammy per a les dues temporades.
És el tercer compositor de la història en guanyar el Premi Compositor de l'Any de Televisió als World Soundtrack Awards. Va ser nominat en els tres anys anteriors a la seva victòria i va guanyar el 2018 pel seu treball a Joc de trons (setena temporada), Westworld (segona temporada) i The Strain (quarta temporada).